# 叉唇角盘兰
细叶零余子草（学名：Herminium lanceum），又名脚根兰、叉唇角盘兰，为兰科脚根兰属下的一个种。

## 扩展阅读
- 維基物種上的相關：细叶零余子草